# 黔陽縣
黔陽縣是中華人民共和國湖南省懷化市已經撤銷的一個建制縣，1997年11月29日撤銷。縣城在安江鎮。

## 历史
北宋元丰三年（1080年），黔阳县设立，隶属沅州。元至元十四年（1277年），黔阳县隶属湖广等处行中书省沅州路总管府。明洪武元年（1368年），黔阳县隶属沅州府。洪武九年（1376年），黔阳县隶属湖廣等處承宣布政使司辰州府。
清乾隆元年（1736年），黔阳县隶属湖南省沅州府。民国元年（1912年），黔阳县隶属辰沅道。1935年，黔阳县隶属芷、黔、麻、晃行政督察。1936年5月，黔阳县隶属第四行政督察区。1937年12月，黔阳县隶属第七行政督察区。1940年4月，黔阳县隶属第十行政督察区。
1949年10月3日，黔阳县政權由中國國民黨轉移至中国共产党。11月1日，黔阳县人民政府成立，隶属会同专区。1952年8月，撤销会同专区，成立芷江专区，黔阳县隶属芷江专区（12月2日芷江专区更名黔阳专区，1968年黔阳专区改为黔阳地区，1981年6月黔阳地区更名为怀化地区）。
1997年11月，经国务院批准，黔阳县与洪江市合并，成立新的洪江市，由怀化市代管。